# Phân tông Sát khuyển
Phân tông Sát khuyển (danh pháp khoa học: Cynanchinae) là một phân tông thực vật có hoa trong tông Asclepiadeae thuộc phân họ Asclepiadoideae của họ Apocynaceae.

## Phân loại
Phân tông này gồm 13 chi như sau:
- Adelostemma: Đôi khi gộp trong Cynanchum.[2]
- Cynanchum - sát khuyển, bạch tiền.
- Glossonema: Đôi khi gộp trong Cynanchum.[2]
- Graphistemma: Đôi khi gộp trong Cynanchum.[2]
- Holostemma: Đôi khi gộp trong Cynanchum.[2]
- Mahawoa
- Metaplexis: Đôi khi gộp trong Cynanchum.[2]
- Odontanthera: Đôi khi gộp trong Cynanchum.[2]
- Pentarrhinum: Đôi khi gộp trong Cynanchum.[2]
- Raphistemma: Đôi khi gộp trong Cynanchum.[2]
- Schizostephanus
- Seshagiria: Đôi khi gộp trong Cynanchum.[2]
- Sichuania: Đôi khi gộp trong Cynanchum.[2]